# Бурда, Джереми Майкл
Джереми Майкл Бурда (англ. Jeremy Michael Boorda; 26 ноября 1939 — 16 мая 1996) — американский адмирал, 25-й руководитель военно-морскими операциями, первый в истории американский матрос, поднявшийся из низового состава до поста руководителя военно-морскими операциями.

## Ранние годы
Родился в Саутбенд, штат Индиана в еврейской семье Гертруды и Германа Бурды, в возрасте 13 лет прошёл обряд бар-мицва. Его предки переехали с Украины. Его семья переехала в Моменс, штат Иллинойс, где его отец открыл магазин одежды.
В 1956 году в возрасте 17 лет Бурда ушёл из старшей школы, чтобы вступить в ряды ВМФ США. Достиг ранга Personnelman First Class. Служил в составе многих команд в основном в авиации. Его последними назначениями в составе низового состава были Attack Squadron 144 и Carrier Airborne Early Warning Squadron 11.

## Дальнейшая служба
В 1962 году Бурда был избран для участия в Integration Program (программе интеграции) согласно которой служащие низового состава зачислялись в школу кандидатов в офицеры флота в Ньюпорте, штат Род-Айленд. После окончания школы Бурда в августе 1962 года стал офицером. Сначала он служил на борту корабля Porterfield (DD-682) в должности офицера центра боевой информации в звании младшего лейтенанта. После окончания Naval Destroyer School в Ньюпорте в 1964 году получил назначение на пост офицера по вооружениям корабля John R. Craig (DD-885). В ходе Вьетнамской войны командовал кораблём Parrot (MSC-197).
Первым назначением на берег для Бурды стал пост инструктора по вооружениям Naval Destroyer School в Ньюпорте. В 1971 году по окончании военно-морского колледжа (U.S. Naval War College) и получения степени бакалавра гуманитарных наук Род-Айлендского университета он был назначен на пост старшего офицера корабля Brooke (DEG-1). В ходе службы на борту корабля Brooke Бурда провёл некоторое время в университете Оклахомы и служил в отделе назначения капитанов в управлении кадров флота (Bureau of Naval Personnel) в Вашингтоне.
С 1975 по 1977 годы Бурда командовал кораблём Farragut (DDG-37). Следующим назначением стал пост секретаря-референта заместителя военно-морского министра по вопросам личного состава и резерва (Manpower and Reserve Affairs) в Вашингтоне. На этом посту он сменил гражданского назначенца президента и занимал пост до 1981 года пока не получил назначение на пост 22-й эскадры миноносцев (Destroyer Squadron Twenty-Two).
В 1983 и 1984 годах Бурда служил на посту секретаря-референта главы кадров флота (заместителя руководителя военно-морскими операциями по вопросам личного состава, кадров и подготовки) (Chief of Naval Personnel/Deputy Chief of Naval Operations for Manpower, Personnel and Training). В декабре 1984 он получил своё первое флаг-назначение на пост секретаря-референта руководителя военно-морскими операциями и служил там до 1986 года. Следующее назначение Бурда получил на пост командующего восьмой крейсерско-миноносной группы (Cruiser-Destroyer Group Eight) в Норфолке, Вирджиния, затем служил командующим авианосной ударной группой «Саратога» (CV-60) и в 1987 году служил командующим боевых сил Шестого флота.
В августе 1988 Бурда занял пост заместителя военно-морского министра по вопросам личного состава и резерва. В ноябре 1991 он получил четвёртую звезду на погоны и в декабре 1991 стал главнокомандующим сил НАТО в южной Европе (CINCSOUTH — Неаполь, Италия) и главнокомандующим военно-морскими силами США в Европе (CINCUSNAVEUR — Лондон). Пребывая на посту главнокомандующего сил НАТО в южной Европе Бурда возглавлял действия всех сил НАТО вовлечённых в операции югославских войн.
1 февраля 1994 будучи на посту главнокомандующего сил НАТО в южной Европе Бурда также принял командование над объединённой группой Provide Promise, ответственной за доставку гуманитарной помощи населению Боснии-Герцоговины (в операциях доставки авиатранспортом и сбросом грузов на парашютах) и для войск участвующих в операциях ООН на Балканах.

## На высшем посту
23 апреля 1994 Бурда стал 25-м руководителем военно-морскими операциями, первым в истории руководителем не учившемся в Военно-морской академии, первым руководителем еврейского происхождения, первым руководителем поднявшимся из низового состава.

### Программа «От матроса — к адмиралу»
Бурда выдвинулся в офицеры благодаря программе для низового звена, действовавшей в начале 1960-х. Эта так называемая программа интеграции (Integration Program) была введена для создания возможности военнослужащим низового звена которые обладали выдающейся квалификацией и мотивацией чтобы сделать военно-морскую карьеру стать офицерами. Бурда стал первым руководителем военно-морскими операциями поднявшимся из низового звена, только двум современным военным руководителям удалось это сделать (другим был начальник штаба ВВС генерал Ларри Д. Уэлч). Заняв пост руководителя Бурда немедля возродил эту программу под именем «От матроса — к адмиралу» для юных матросов желающих стать морскими офицерами. Бурда полагал что «у людей должна быть возможность выдвинуться и быть всем тем кем они могут быть, даже если они у их не было безупречного или традиционного старта».

### C4I
Бурда особенно интересовался сферой C4I по размещению средств командования и контроля, связи, компьютеров и устройств разведки на военных кораблях. По сути это проявилось в размещении более надёжных боевых информационных систем с улучшенными спутниками и системами связи и установка средств защиты на не боевых кораблях, таких корабли снабжения. Бурда предпринял усилия чтобы будущие десантные транспорты-доки (LPD-17) были оснащены первоклассными наборами систем C4I, радарами, средствами связи, противоторпедными и противоракетными системами, системами защиты от оружия массового поражения (ядерного, химического и биологического), чтобы корабельные надстройки были изготовлены из закалённой стали которая будет амортизировать и рассеивать гораздо более мощные воздействия чем это возможно для современных конструкций. Эта работа представляет собой отход от прошлых усилий когда эти функции возлагались на крейсера или миноносцы. Корабль вошёл в состав флота 14 января 2006 года спустя девять лет после кончины Бурды.

### Системы продвижения
Бурда также стал инициатором изменения рапортов о пригодности офицеров флота, включая оценки и системы продвижения. Новые доклады стали более последовательными. В них также более чётко отражался рейтинг потенциала продвижения офицера или матроса. Рейтинг позволил командованию отмечать только 20 % офицеров или матросов как «рано повышенных» и установил строгие критерии для каждой отметки классификации. Новая система также связала каждое повышение по службе с системой продвижения.

### Прибрежная океанография
Бурда описал политику военно-морской океанографии (первая ревизия за 10 лет) где подчеркнул среди всего прочего, что в дополнение к глубоководным миссиям военно-морские океанографы должны освоить сложный клубок океанографических/географических предметных областей для изучения наукой прибрежных и береговых областей, колебаний приливов, профилей пляжей, рифов, отмелей проливов, движения наносов, мелкомасштабную гидрографию, мутность [воды], почвенно-растительного покрова и рельефа местности, пыли, уровня осадков, речных стоков, характеристик дна и биологии, а также сложных погодных характеристик любых прибрежных областей. Видение Бурдой этих проблем привело к новому взгляду флота на береговые операции в связи с военно-морским планированием. Но эта новая программа также привела к значительному отставанию высокоприоритетных океанографических, гидрографических и геофизических исследований. Для выполнения этих требований флот расширил число океанографических платформ с традиционных (корабли, лодки и самолёты) до новых технологических (спутники, датчики удалённого контроля и т. д.) и предпринял усилия для совместной работы с другими национальными и международными управлениями.

### Инцидент со Стеном Артуром
На волне скандала, связанного с изнасилованиями, в ходе съезда ассоциации Tailhook Бурда столкнулся с неослабевающей враждебностью со стороны большинства флаг-офицеров флота, полагавших, что он предал флот, поддержав требования администрации президента Клинтона о реформе военно-морского офицерского корпуса. Военно-морские авиаторы особенно разозлились отклонением номинации вице-руководителя военно-морскими операциями и старшего авиатора флота Стена Артура на пост командующего вооружёнными силами на Тихом океане по требованию сенатора от штата Миннесота Дэвида Дунербергера. Сенатор поднял вопрос о возможных сексуальных домогательствах Стена Артура к одной из избирательниц Дунербергера, студенткe, пилоту вертолёта Ребеккe Хансен, отстранённой от полётов.
Стен Артур решил уйти в отставку с 1 февраля 1995, находясь в звании адмирала, не дожидаясь длительных слушаний о назначении на должность командующего вооружёнными силами на Тихом океане. Бурда выступил в защиту Стена Артура и поддержал его решение не бороться за выдвижение на пост:

Стен Артур — цельный офицер…который пошёл на этот самоотверженный шаг… чтобы этот критически важный пост не оставался надолго вакантным. Те, кто объясняют этот поступок другими причинами, просто ошибаются.
Оригинальный текст (англ.)Stan Arthur is an officer of integrity ... who chose to take this selfless action ... in the interests of more rapidly filling a critical leadership position. Those who postulate other reasons for the withdrawal are simply wrong.   
— 

## Самоубийство
16 мая 1996 Бурда покончил жизнь самоубийством, как утверждается, выстрелив себе в грудь. Результаты вскрытия так никогда и не стали достоянием общественности. По сообщениям, Бурда оставил две предсмертные записки, но ни одна из них также не была обнародована, как было сказано, одна из них была адресована его жене, а другая — его офицеру по связям с общественностью (Public Information Officer). По сообщениям, он был унижен расследованием средств массовой информации, которое проводил репортёр Дэвид Хэкворт из Newsweek по поводу двух наградных литер «V» одну из них он носил на ленточке похвальной медали ВМС, а другую на ленточке медали Marine Corps Achievement Medal. Литера V носится на подвеске и ленточке некоторых медалей, ей отмечаются за мужество, проявленное на поле боя, СМИ же заявляли, что Бурда не имел права носить эти знаки отличия.
В 1998 один из сыновей Бурды провёл ревизию служебных записей отца. Управление по исправлению военно-морских служебных записей (Board for Correction of Naval Records) определило, что Бурда не имел права носить литеру V на обеих медалях.
Как сообщалось, Бурда был обеспокоен тем, что этот случай может поставить пятно на репутации флота. Бывший руководитель военно-морскими операциями Элмо Замволт, под чьим командованием Бурда служил в ходе Вьетнамской войны, который разрешил Бурде носить эти литеры, как и прочие знаки отличий, написал письмо, где объявлялось, что Бурда носит эти знаки «заслуженно, законно и по праву». Тем не менее, ношение литеры V на награде требует письменного подтверждения к наградной записи о том, что получатель в ходе боя оказался под вражеским огнём.
В Вашингтонском кафедральном соборе прошла публичная поминальная служба, которая транслировалась на национальном уровне по каналу CNN с задержкой трансляции по сети C-SPAN..

## Семья и потомки

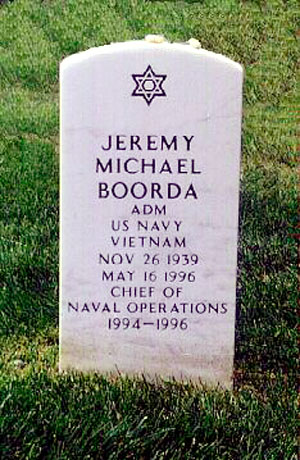
Могила Бурды на Арлингтонском национальном кладбище Section 64, Lot 7101, Grid MM-17.

В возрасте 19 лет Бурда женился на протестантке Бетти Моран. Их первый сын Дэвид родился с тяжёлыми пороками развития. У них были ещё два сына Эдвард и Роберт и дочь Анна, все дети воспитывались в протестантской вере.
Два сына Бурды и сноха были военно-морскими офицерами. Три внука (всего у него 11 внуков) также служили в вооружённых силах. Питер Бурда был унтер-офицером (Petty Officer) Береговой охраны США, Эндрю Бурда был офицером армии США, Филипп Бурда был офицером морской пехоты служил на штурмовых десантных амфибиях. Эндрю и Филипп — близнецы, оба они как и дед закончили университет Род-Айленда.
Хотя Бурда родился и вырос в еврейской семье он никогда не участвовал в иудейских обрядах и не заявлял о своей национальности пребывая в рядах ВМФ. Бурда и его жена растили детей в протестантской вере. Тем не менее на его памятнике выбита звезда Давида, что является обычным для американских военных, о которых известно, что они еврейского происхождения.

## Награды
Бурда получил следующие награды:
|  |

| Бронзовый пучок дубовых листьев       | Золотая звезда повторного награждения · Золотая звезда повторного награждения · Золотая звезда повторного награждения |                                                                               |
|                                       | | Золотая звезда повторного награждения · Золотая звезда повторного награждения |
| Золотая звезда повторного награждения | |                                                                               |
|                                       | | Бронзовая звезда за службу                                                    |
|                                       | Бронзовая звезда за службу                                                                                            |                                                                               |
|                                       | | Бронзовая звезда за службу                                                    |
|                                       | |                                                                               |
|                                       | |                                                                               |

| Surface Warfare Officer Insignia                         |                                                                                                  |                                                                                                  |                                                                                                  | | | |                                                                                               |                                                                                               |                                                                                               |
| 1-й ряд                                                  | Медаль Министерства обороны «За выдающуюся службу» with one bronze oak leaf cluster              | Медаль Министерства обороны «За выдающуюся службу» with one bronze oak leaf cluster              | Медаль Министерства обороны «За выдающуюся службу» with one bronze oak leaf cluster              | Медаль «За выдающуюся службу» (ВМС США) с тремя 5/16-дюймовыми золотыми звёздами повторного награждения | Медаль «За выдающуюся службу» (ВМС США) с тремя 5/16-дюймовыми золотыми звёздами повторного награждения | Медаль «За выдающуюся службу» (ВМС США) с тремя 5/16-дюймовыми золотыми звёздами повторного награждения | Медаль «За выдающуюся службу» (Армия США)                                                     | Медаль «За выдающуюся службу» (Армия США)                                                     | Медаль «За выдающуюся службу» (Армия США)                                                     |
| 2-й ряд                                                  | Медаль «За выдающуюся службу» (ВВС США)                                                          | Медаль «За выдающуюся службу» (ВВС США)                                                          | Медаль «За выдающуюся службу» (ВВС США)                                                          | Coast Guard Distinguished Service Medal                                                                 | Coast Guard Distinguished Service Medal                                                                 | Coast Guard Distinguished Service Medal                                                                 | Орден «Легион почёта» с двумя 5/16-дюймовыми золотыми звёздами повторного награждения         | Орден «Легион почёта» с двумя 5/16-дюймовыми золотыми звёздами повторного награждения         | Орден «Легион почёта» с двумя 5/16-дюймовыми золотыми звёздами повторного награждения         |
| 3-й ряд                                                  | Медаль похвальной службы с одной 5/16-дюймовой звездой повторного награждения                    | Медаль похвальной службы с одной 5/16-дюймовой звездой повторного награждения                    | Медаль похвальной службы с одной 5/16-дюймовой звездой повторного награждения                    | Похвальная медаль ВМС и морской пехоты                                                                  | Похвальная медаль ВМС и морской пехоты                                                                  | Похвальная медаль ВМС и морской пехоты                                                                  | Navy and Marine Corps Achievement Medal                                                       | Navy and Marine Corps Achievement Medal                                                       | Navy and Marine Corps Achievement Medal                                                       |
| 4-й ряд                                                  | Единая награда воинской части                                                                    | Единая награда воинской части                                                                    | Единая награда воинской части                                                                    | Navy "E" Ribbon                                                                                         | Navy "E" Ribbon                                                                                         | Navy "E" Ribbon                                                                                         | Медаль «За безупречную службу» с одной 3/16-дюймовой бронзовой звездой повторного награждения | Медаль «За безупречную службу» с одной 3/16-дюймовой бронзовой звездой повторного награждения | Медаль «За безупречную службу» с одной 3/16-дюймовой бронзовой звездой повторного награждения |
| 5-й рядw                                                 | Navy Expeditionary Medal                                                                         | Navy Expeditionary Medal                                                                         | Navy Expeditionary Medal                                                                         | Медаль за службу национальной обороне с одной 3/16-дюймовой бронзовой звездой повторного награждения    | Медаль за службу национальной обороне с одной 3/16-дюймовой бронзовой звездой повторного награждения    | Медаль за службу национальной обороне с одной 3/16-дюймовой бронзовой звездой повторного награждения    | Медаль экспедиционных вооружённых сил (США)                                                   | Медаль экспедиционных вооружённых сил (США)                                                   | Медаль экспедиционных вооружённых сил (США)                                                   |
| 6-й ряд                                                  | Медаль «За службу во Вьетнаме» с двумя 3/16-дюймовыми бронзовыми звёздами повторного награждения | Медаль «За службу во Вьетнаме» с двумя 3/16-дюймовыми бронзовыми звёздами повторного награждения | Медаль «За службу во Вьетнаме» с двумя 3/16-дюймовыми бронзовыми звёздами повторного награждения | Navy Sea Service Deployment Ribbon с тремя 3/16-дюймовыми бронзовыми звёздами                           | Navy Sea Service Deployment Ribbon с тремя 3/16-дюймовыми бронзовыми звёздами                           | Navy Sea Service Deployment Ribbon с тремя 3/16-дюймовыми бронзовыми звёздами                           | Navy and Marine Corps Overseas Service Ribbon с одной 3/16-дюймовой бронзовой звездой         | Navy and Marine Corps Overseas Service Ribbon с одной 3/16-дюймовой бронзовой звездой         | Navy and Marine Corps Overseas Service Ribbon с одной 3/16-дюймовой бронзовой звездой         |
| 7-й ряд                                                  | Неустановленная иностранная награда                                                              | Неустановленная иностранная награда                                                              | Неустановленная иностранная награда                                                              | Орден Почётного легиона, ранг офицера (Франция)                                                         | Орден Почётного легиона, ранг офицера (Франция)                                                         | Орден Почётного легиона, ранг офицера (Франция)                                                         | Медаль вьетнамской кампании (Южный Вьетнам) с пряжкой «1960-»                                 | Медаль вьетнамской кампании (Южный Вьетнам) с пряжкой «1960-»                                 | Медаль вьетнамской кампании (Южный Вьетнам) с пряжкой «1960-»                                 |
| Office of the Joint Chiefs of Staff Identification Badge |                                                                                                  |                                                                                                  |                                                                                                  | | | |                                                                                               |                                                                                               |                                                                                               |